# Dausara amethysta
Dausara amethysta là một loài bướm đêm trong họ Crambidae.